# Persone di nome Ada
| Questa pagina contiene informazioni ricavate automaticamente dalle voci biografiche con l'ausilio del template Bio e di un bot. L'aggiornamento è periodico e automatico e ricostruisce completamente la pagina. Se manca una persona in questa lista, sei pregato di non aggiungerla, ma accertati piuttosto che la sua voce biografica contenga il template Bio e che i dati anagrafici siano correttamente compilati. Se il template Bio manca, inseriscilo tu stesso o, in alternativa, metti l'avviso {{tmp\|Bio}} che ne segnala la mancanza. Se i dati riportati sono sbagliati, correggi direttamente la voce biografica; le modifiche saranno visibili in questa lista entro pochi giorni. Per chiarimenti vedi il progetto antroponimi. La lista contiene solo le 70 persone che sono citate nell'enciclopedia e per le quali è stato implementato correttamente il template Bio. Pagina aggiornata al 6 mag 2025. |

Questa è una lista di persone presenti nell'enciclopedia che hanno il nome Ada, suddivise per attività principale.

## Antifasciste(1)
- Ada Buffulini, antifascista italiana (Trieste, n. 1912 - Milano, † 1991)

## Archeologhe(1)
- Ada Bruhn Hoffmeyer, archeologa danese (Roskilde, n. 1910 - † 1991)

## Architetti(1)
- Ada Karmi-Melamede, architetto israeliana (Tel Aviv, n. 1936)

## Attiviste(4)
- Ada Burrone, attivista e scrittrice italiana (Fabbrica Curone, n. 1933 - Milano, † 2014)
- Ada Colau, attivista e politica spagnola (Barcellona, n. 1974)
- Ada Flatman, attivista britannica (Littleport, n. 1876 - Eastbourne, † 1952)
- Ada Sereni, attivista italiana (Roma, n. 1905 - Gerusalemme, † 1997)

## Attrici(8)
- Ada Colangeli, attrice italiana (Roma, n. 1913 - Roma, † 1992)
- Ada Condeescu, attrice romena (Bucarest, n. 1988)
- Ada Cristina Almirante, attrice italiana (Verona, n. 1884 - Milano, † 1957)
- Ada Febbraio, attrice italiana (Napoli, n. 1990)
- Vivien Merchant, attrice britannica (Manchester, n. 1929 - Londra, † 1982)
- Ada Pometti, attrice italiana (Roma, n. 1942)
- Ada Rogovceva, attrice ucraina (Hluchiv, n. 1937)
- Ada Vojcik, attrice sovietica (Mosca, n. 1905 - Mosca, † 1982)

## Attrici teatrali(1)
- Ada Tschechowa, attrice teatrale e imprenditrice tedesca (Mosca, n. 1916 - Brema, † 1966)

## Badesse(1)
- Ada d'Olanda, badessa tedesca (n. 1208 - Rijnsburg, † 1258)

## Bibliotecarie(1)
- Ada Sacchi Simonetta, bibliotecaria italiana (Mantova, n. 1874 - Niterói, † 1944)

## Calciatrici(1)
- Ada Hegerberg, calciatrice norvegese (Molde, n. 1995)

## Cantanti(2)
- Adda, cantante rumena (Târgu Mureș, n. 1992)
- Ada Montellanico, cantante italiana (Roma, n. 1959)

## Cestiste(1)
- Ada Puliti, ex cestista italiana (Lucca, n. 1985)

## Chimiche(1)
- Ada Yonath, chimica e cristallografa israeliana (Gerusalemme, n. 1939)

## Doppiatrici(1)
- Ada Maria Serra Zanetti, doppiatrice e direttrice del doppiaggio italiana (Bologna, n. 1941)

## Esperantiste(1)
- Ada Fighiera-Sikorska, esperantista polacca (Siedlce, n. 1929 - Torino, † 1996)

## Esploratrici(1)
- Ada Blackjack, esploratrice statunitense (Solomon, n. 1898 - Palmer, † 1983)

## Gastronome(1)
- Ada Boni, gastronoma e giornalista italiana (Roma, n. 1881 - Roma, † 1973)

## Giavellottiste(1)
- Ada Turci, giavellottista italiana (Quistello, n. 1924 - † 2012)

## Ginnaste(2)
- Ada Smith, ginnasta britannica (Leigh, n. 1903 - Atherton, † 1994)
- Ada Smolnikar, ex ginnasta jugoslava (Jesenice, n. 1935)

## Giornaliste(2)
- Ada Gobetti, giornalista, traduttrice e partigiana italiana (Torino, n. 1902 - Torino, † 1968)
- Ada Princigalli, giornalista italiana (Canosa di Puglia, n. 1925 - Roma, † 2017)

## Greciste(1)
- Ada Adler, grecista, filologa classica e bibliotecaria danese (Frederiksberg, n. 1878 - Copenaghen, † 1946)

## Insegnanti(1)
- Ada Howard, docente statunitense (Temple, n. 1829 - New York, † 1907)

## Modelle(2)
- Ada Choi, modella e attrice cinese (Hong Kong, n. 1973)
- Ada de la Cruz, modella dominicana (Villa Mella, n. 1986)

## Nobildonne(1)
- Ada II di Caria, nobildonna

## Nobili(2)
- Ada d'Olanda, nobile (n. 1188 - † 1226)
- Ada di Scozia, nobile (Huntingdon - Middleburg)

## Partigiane(2)
- Ada Alessandrini, partigiana, politica e saggista italiana (Terni, n. 1909 - Roma, † 1991)
- Ada Rossi, partigiana, antifascista e insegnante italiana (Golese, n. 1899 - Roma, † 1993)

## Pianiste(1)
- Ada Gentile, pianista, compositrice e musicista italiana (Avezzano, n. 1947)

## Pilote automobilistiche(1)
- Ada Pace, pilota automobilistica e pilota motociclistica italiana (Torino, n. 1924 - Rivoli, † 2016)

## Pittrici(1)
- Ada Mangilli, pittrice italiana (Cento, n. 1862 - Firenze, † 1935)

## Poetesse(2)
- Ada Benini, poetessa italiana (Prato, n. 1833 - Prato, † 1854)
- Ada Negri, poetessa, scrittrice e insegnante italiana (Lodi, n. 1870 - Milano, † 1945)

## Politiche(7)
- Ada Becchi, politica e economista italiana (Torino, n. 1937)
- Ada Del Vecchio Guelfi, politica italiana (Bari, n. 1921 - Bari, † 2002)
- Ada Valeria Fabj Ramous, politica italiana (Bologna, n. 1927)
- Ada Lopreiato, politica italiana (Napoli, n. 1971)
- Ada Natali, politica e antifascista italiana (Massa Fermana, n. 1898 - Massa Fermana, † 1990)
- Ada Valeria Ruhl Bonazzola, politica e partigiana italiana (Torino, n. 1921 - † 2004)
- Ada Spadoni Urbani, politica italiana (Spoleto, n. 1946)

## Saggiste(1)
- Maria Marchesini, saggista italiana (Marina di Massa, n. 1896 - Torino, † 1933)

## Schermitrici(1)
- Ada Biagini, schermitrice italiana (Livorno, n. 1900 - Genova, † 1944)

## Scrittrici(6)
- Ada Cambridge, scrittrice e poetessa britannica (Wiggenhall St. Germans, n. 1844 - Melbourne, † 1926)
- Ada D'Adamo, scrittrice e saggista italiana (Ortona, n. 1967 - Roma, † 2023)
- Ada Louise Huxtable, scrittrice e critica d'arte statunitense (New York, n. 1921 - New York, † 2013)
- Ada Leverson, scrittrice inglese (Londra, n. 1862 - Londra, † 1933)
- Ada Maria Pellacani, scrittrice, giornalista e poetessa italiana (Medolla, n. 1902 - Roma, † 2004)
- Ada Zapperi Zucker, scrittrice italiana (Catania, n. 1937)

## Sovrane(1)
- Ada di Caria, regina greca antica († 326 a.C.)

## Stiliste(2)
- Ada Vera Bernstein Viterbo, stilista italiana (Milano, n. 1902 - Firenze, † 1987)
- Ada Masotti, stilista e imprenditrice italiana (Bologna, n. 1915 - Bologna, † 1992)

## Supercentenarie(1)
- Ada Roe, supercentenaria britannica (Londra, n. 1858 - Lowestoft, † 1970)

## Tenniste(1)
- Ada Bakker, ex tennista olandese (n. 1948)

## Traduttrici(1)
- Ada Vigliani, traduttrice e germanista italiana (Torino, n. 1954)

## Senza attività specificata(3)
- Adele d'Olanda
- Ada Michlstaedter Marchesini, italiana (Trieste, n. 1890 - Auschwitz, † 1944)
- Ada de Warenne († 1178)